# Pehr Lund
Pehr Lund, född 17 januari 1785 i Arnäs socken, död 25 juli 1845 i Lunds domkyrkoförsamling, Lund, var en svensk orgelbyggare. Elev till orgelbyggaren Pehr Strand i Stockholm och äldre bror till orgelbyggaren Johan Lund.

## Biografi
Pehr Lund föddes 17 januari 1785 på Lunde 7 i Arnäs socken, Västernorrlands län. Han var son till Jon Jonsson och Lisa Johansdotter.
Lund började i oktober 1814 sin bana som orgelbyggargesäll och medarbetare hos Pehr Strand, Stockholm.
Han fortsatte senare hos dess son Pehr Zacharias Strand. Enligt ett intyg från Pehr Zacharias Strand byggde Lund orgeln i Harakers kyrka på egen hand. Han deltog även vid Strands orgelbygger i Lunds domkyrka 1832.
1833 kom han att flytta till Lund och arbeta som orgelbyggare och snickare. Han avlider 25 juli 1845 i Lund och begravs 30 juli samma år.
Lund gifte sig 1814 i Lovö med Inga Andersdotter (född 1785–1819). De fick tillsammans sonen Pehr August (född 1817). Han gifte sig mellan 1837 och 1839 med Helena Maria Sontag (född 1815), dotter till sadelmakaren Christian Sontag. De får tillsammans barnen Christian Fredrik (1839-1900), Lars Johan (1841-1908) och Sofia Helena (född 1843-1899).

## Orglar
| År        | Ursprunglig kyrka        | Stift    | Bild | Manualer | Pedal        | Stämmor | Bevarad orgel/fasad | Övrigt |
| --------- | ------------------------ | -------- | ---- | -------- | ------------ | ------- | ------------------- | --- |
| 1830      | Harakers kyrka           | Västerås |      | 1        | Självständig | 14      | Ja/Ja               | Orgeln förändrades 1857 och 1934. Orgeln renoverades 1967 av Bröderna Moberg, Sandviken då den återställdes till ursprungligt skick. |
| 1838      | Västra Sönnarslövs kyrka | Lunds    |      |          |              |         |                     | |
| 1842      | Maglarps kyrka           | Lunds    |      | 1        | Bihängd      | 8       | Ja/Ja               | 1973 renoverades orgeln av Nils-Olof Berg, Nye.                                                                                      |
| 1842      | Brunneby kyrka           | Lunds    |      |          |              | 12      | Nej/Nej             | En ny orgel byggdes 1912 av E A Setterquist & Son, Örebro.                                                                           |
| 1842      | Bösarps kyrka            | Lunds    |      |          |              |         | Nej/Nej             | En ny orgel byggdes 1888 av Rasmus Nilsson, Malmö.                                                                                   |
| 1843      | Fuglie kyrka             | Lunds    |      |          |              | 8       | Nej/Nej             | En ny orgel byggdes 1904 av Eskil Lundén, Göteborg.                                                                                  |
| 1843      | Gessie kyrka             | Lunds    |      |          |              |         | Nej/Nej             | En ny orgel byggdes 1888 av Anders Victor Lundahl, Malmö.                                                                            |
| 1843      | Eskilstorps kyrka        | Lunds    |      |          |              | 5       | Nej/Nej             | En ny orgel byggdes 1924 av A Mårtenssons Orgelfabrik AB, Lund.                                                                      |
| 1844      | Västra Kärrstorps kyrka  | Lunds    |      |          |              | 5       | Nej/Nej             | En ny orgel byggdes 1892 av Salomon Molander & Co, Göteborg.                                                                         |
| 1844/1843 | Farhults kyrka           | Lunds    |      |          |              | 5       | Nej/Nej             | En ny orgel byggdes 1916 av Eskil Lundén, Göteborg.                                                                                  |

## Gesäller
- 1835–1838 Olof Johan Holmgren
- 1837–1840 Frans Otto Malmström
- 1838–1839 Adolf Jakobsson Schuber
- Bengt Anderberg
- 1840–1845 Otto Veideman
- 1841- Magnus Landgren
- 1842–1845 Carl Gustav Hiller

### Lärlingar
- 1836- Anders Hansson
- 1837–1838 Nils Persson
- 1838- Magnus Olsson
- 1838–1840 Sven Fogelberg
- 1841 Jöns Andersson
- Carl Johan Fogelberg